# Nová Rasovna

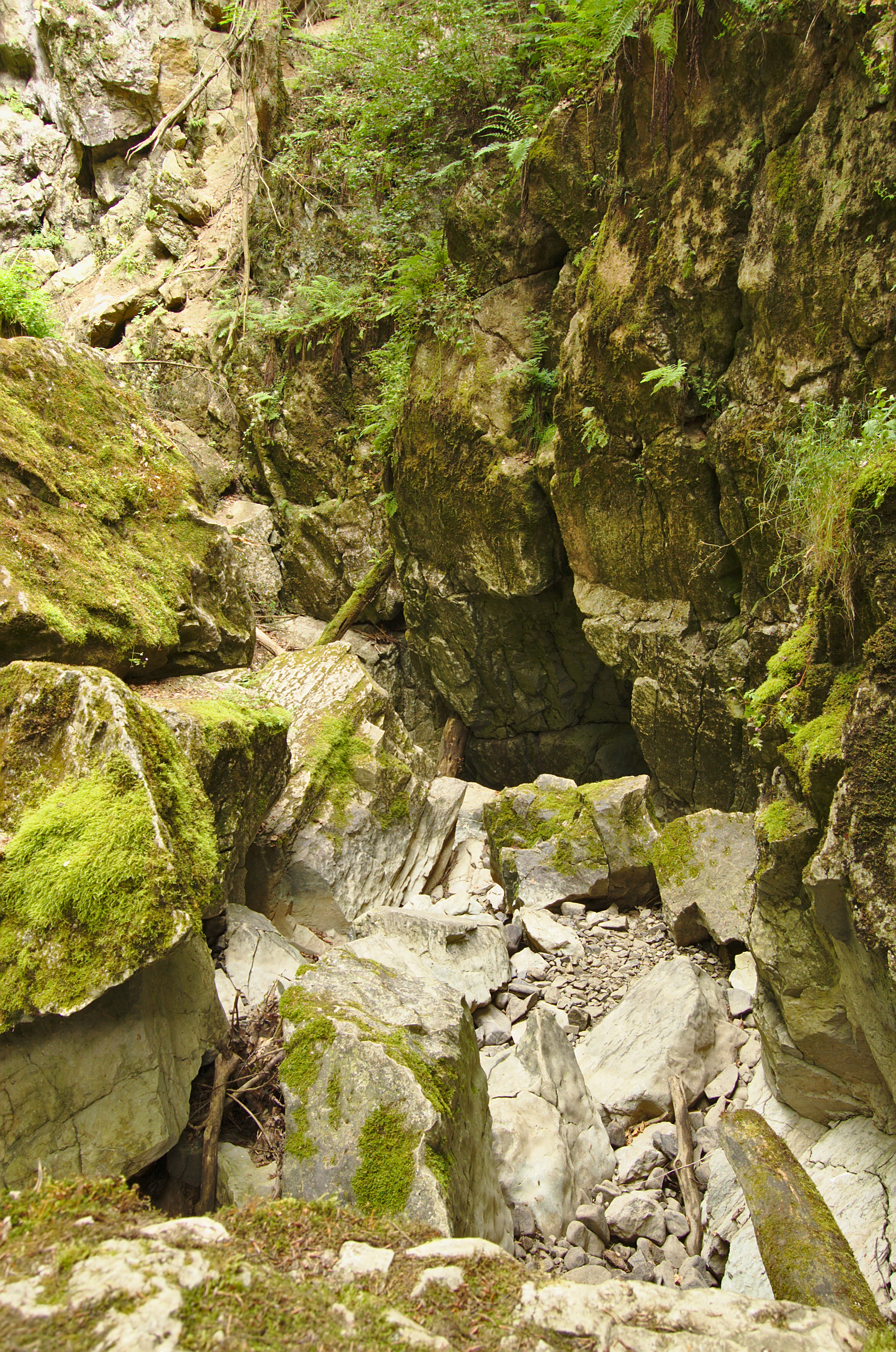
Propadání Nová rasovna

Jeskyně Nová Rasovna leží v severní části CHKO Moravský kras na levé straně Hrádského (Holštejnského) žlebu u obce Holštejn. Je součástí největšího jeskynního systému v Česku – Amatérské jeskyně a zároveň propadáním potoka Bílé vody.
Poblíž vstupu do jeskyně se nachází původní (nyní jen povodňové propadání) Bílé vody zvané Stará Rasovna či zřícenina hradu Holštejna s volně přístupnou jeskyní Hladomorna. Přímo nad propadáním se nachází most silnice Holštejn – Ostrov u Macochy, zřízený kvůli borcení skalní stěny propadání od projíždějících vozidel.
Tok Bílé vody se na jih od obce Holštejn propadá do podzemí, protéká dolními patry jeskyní Nová Rasovna, Piková dáma, Spirálka, C 13 do Staré a Nové Amatérské jeskyně, kde se v podzemí spojuje s tokem Sloupského potoka a tím vzniká říčka Punkva.
Propadání Nová Rasovna je známé odjakživa, o první průzkum se pokusili dva horníci, kteří se na přání starohraběte Salma (1833) vypravili do podzemí. V polovině 19. století působil v lokalitě dr. Jindřich Wankel. Prozkoumal asi 330 metrů chodeb až po Macošský sifon, který je povodňovým odtokem Bílé vody do jeskynního systému Piková dáma – Spirálka (podařilo se jej proplavat potápěčům v roce 1985). Na počátku 20. století začíná v oblasti pracovat profesor Karel Absolon, který objevuje skoro kilometr neznámých chodeb. Další významné objevy učinil místní mlynář R. Vaňous – objevil např. ohromný hlinitý dóm, který dodnes nese jeho jméno.
Roku 1973 až 1978 byly v podzemí instalovány lanové žebříky, později byly předělány na kovové.
V roce 2003 bylo v Lipovecké chodbě objeveno pokračování nazvané Jeskyně pravěkých symbolů. Nově objevené velké prostory jsou paleoponorem vod z Lipoveckého žlebu. Nová Rasovna tedy není pouze propadáním Bílé vody, ale vznikla postupným vývojem díky působení několika vodních toků. Celková délka jeskyně přesáhla 2 km chodeb.

## Fotogalerie

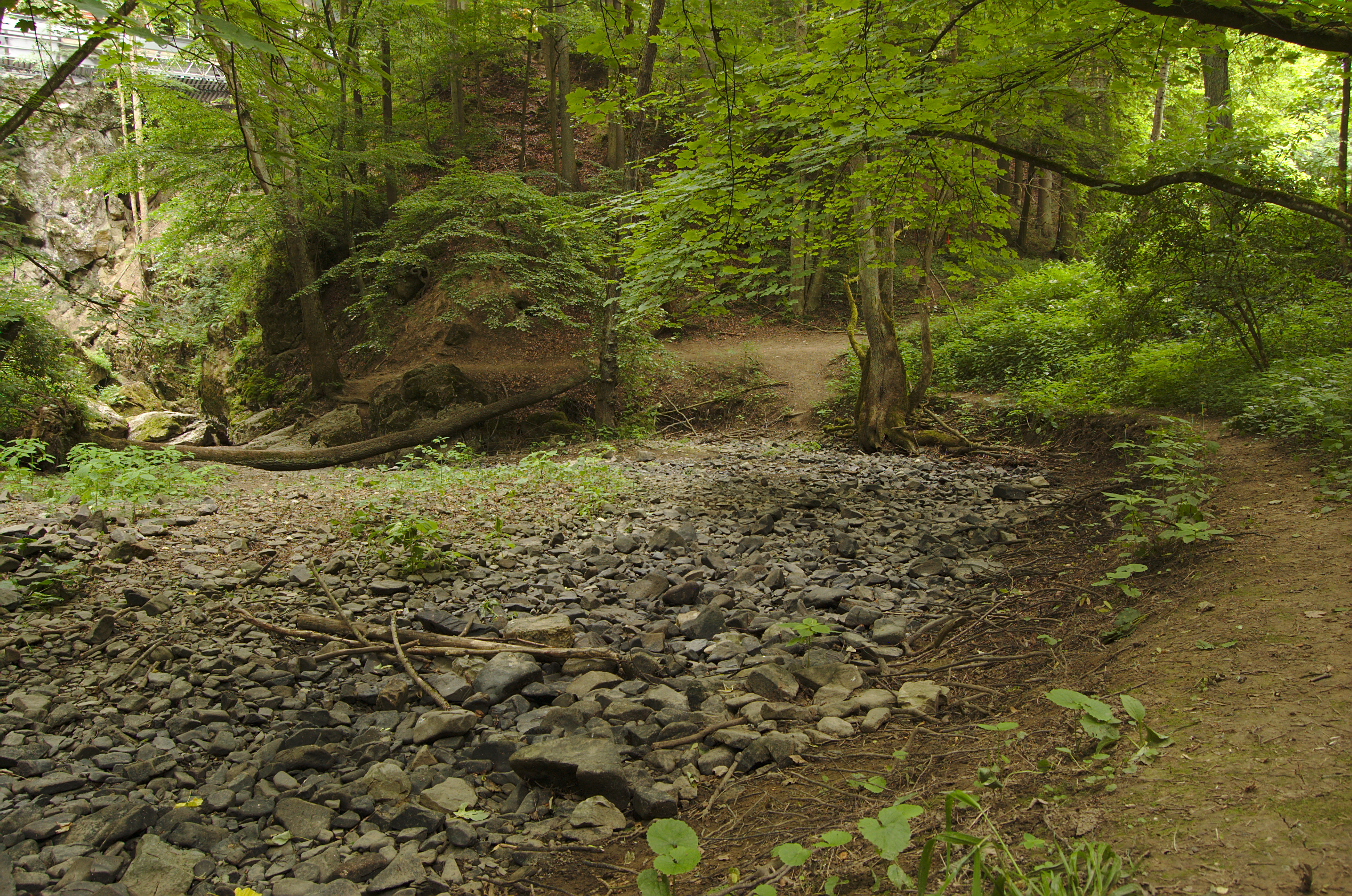
Vyschlé koryto Bílé vody
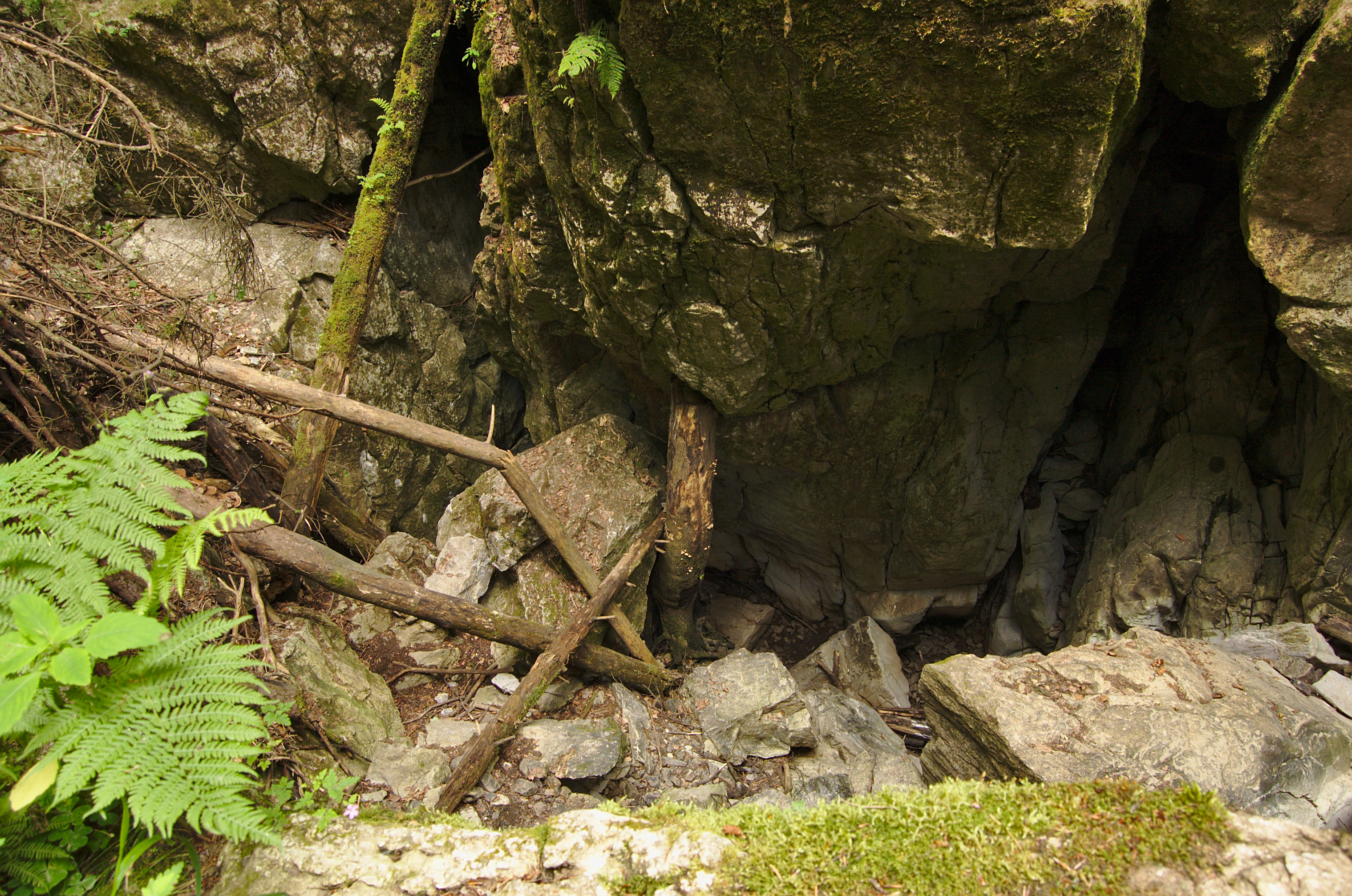
Propadání
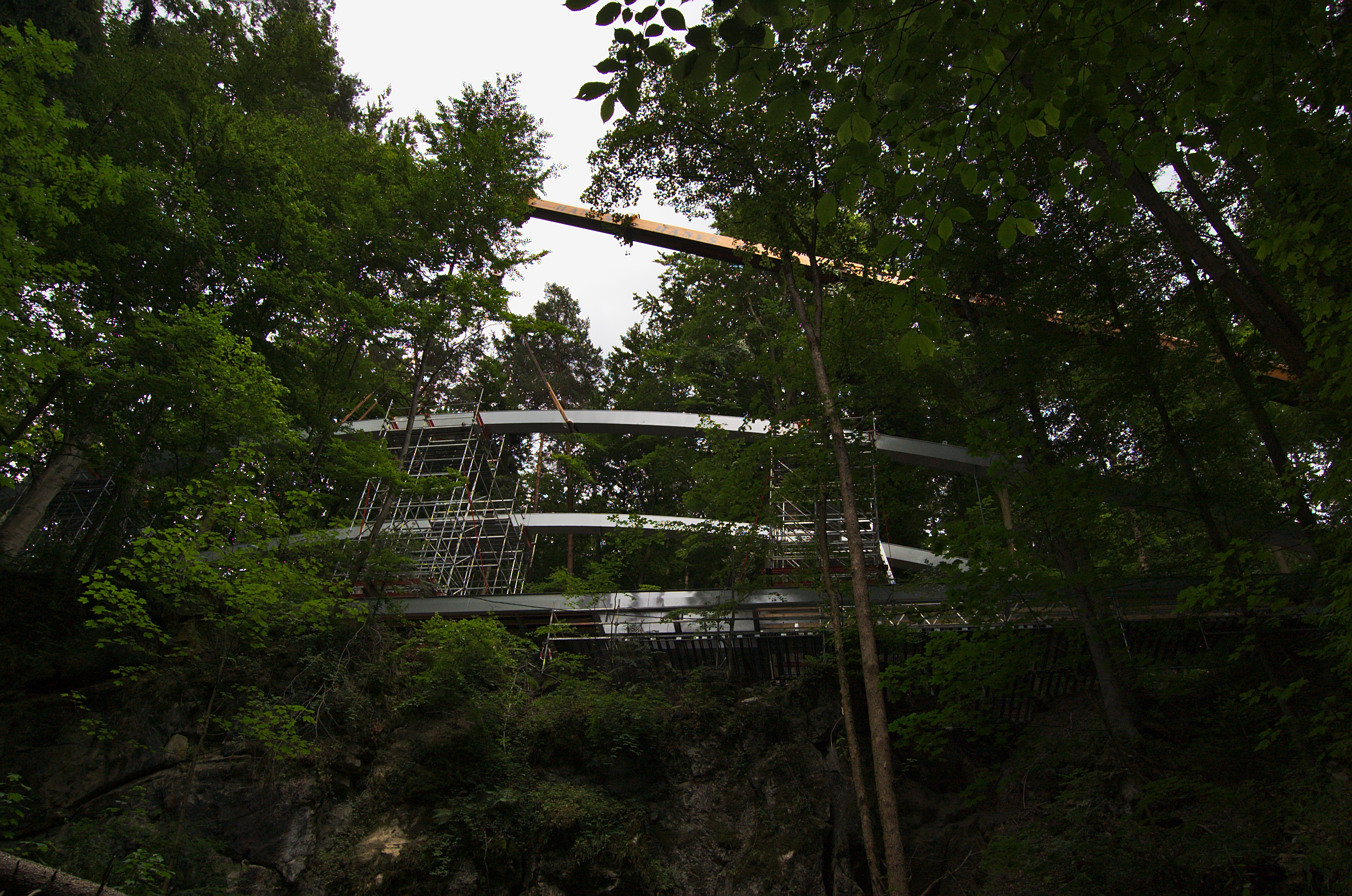
Rekonstrukce mostu nad propadáním
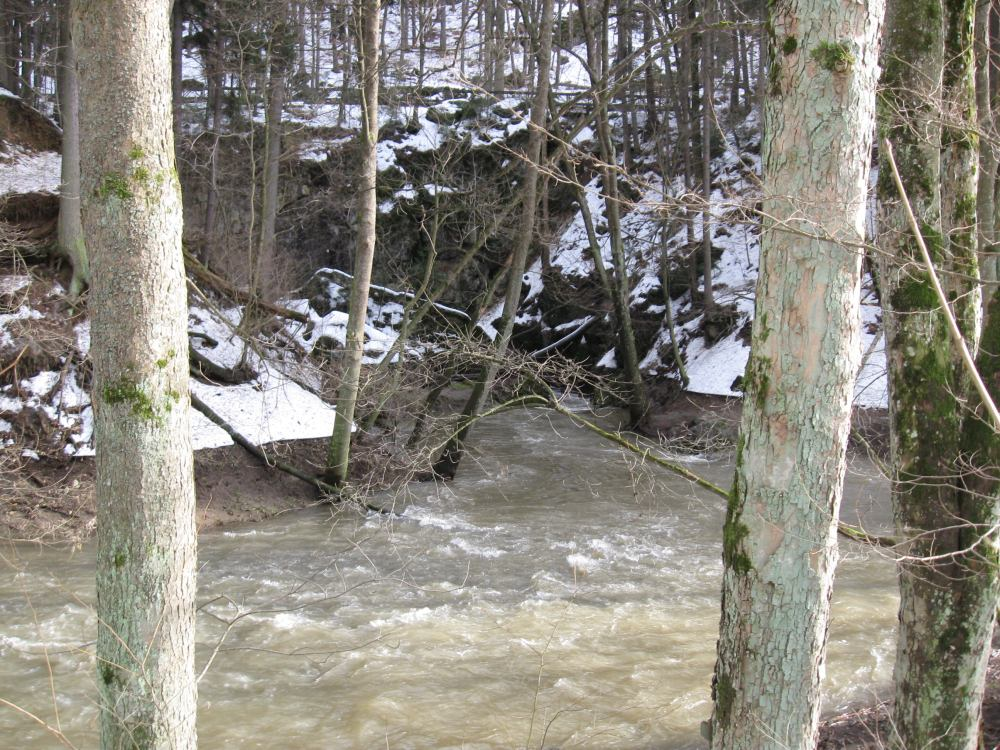
Nová Rasovna při jarním tání
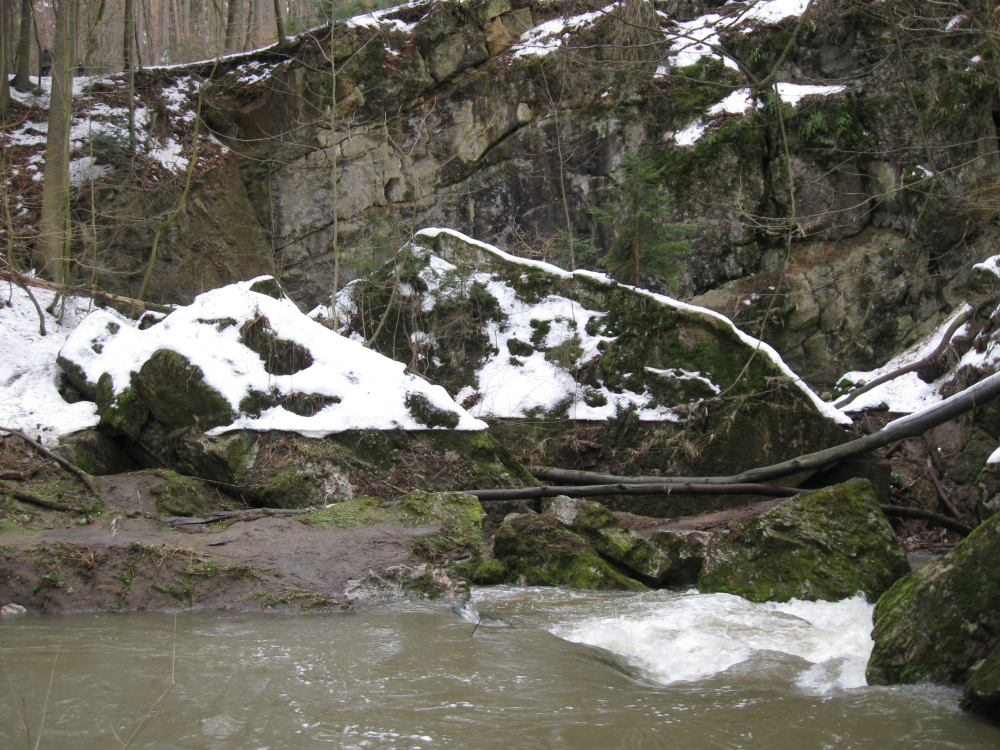
Nová Rasovna při jarním tání
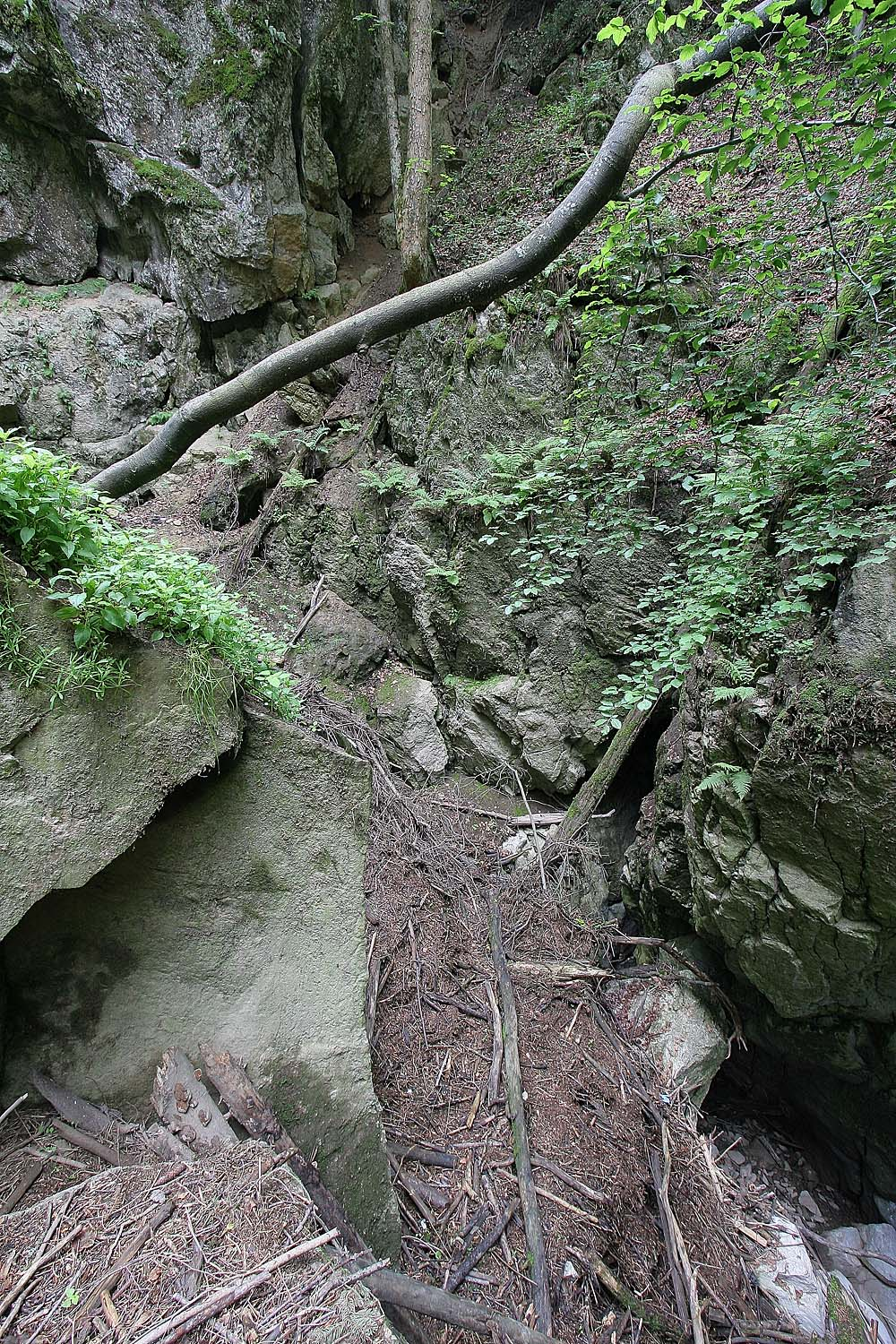
Propadání Nová Rasovna